# Ladekath
Ladekath ist ein Ortsteil der Stadt Arendsee (Altmark) und der Ortschaft Rademin im Altmarkkreis Salzwedel in Sachsen-Anhalt.

## Geographie
Ladekath, ein Straßendorf mit Kirche, liegt 15 Kilometer südwestlich von Arendsee (Altmark) und 15 Kilometer südöstlich der Kreisstadt Salzwedel in der Altmark. Im Westen fließt der Rademiner Graben.
Nachbarorte sind Rademin im Norden und Fleetmark im Osten.

## Geschichte

### Mittelalter bis 19. Jahrhundert
Das Dorf Ladekath wurde 1280 als villa latekote erstmals urkundlich erwähnt. Kurz danach am 14. Februar 1304 als in villa Latekat, als Hermann Wulf und seine Söhne den Kranken im Hospitalhaus des heiligen Geistes zu Perver (im heutigen Salzwedel) Hebungen aus Ladekath widmen. Im Landbuch der Mark Brandenburg von 1375 wird das Dorf als Ladekote aufgeführt. Im Jahr 1383 gehörte das Dorf Latekat 1383 den von Bartensleben, die es an die von der Schulenburg abtraten. Weitere Nennungen sind 1541 Lattegott, 1551 Latekate, 1687 Latekahte und schließlich 1804 Ladekath.

### Archäologie
Das Großsteingrab Ladekath ist im 19. Jahrhundert zerstört worden. Die erste Beschreibung stammt von Johann Friedrich Danneil aus Jahr 1843: „auf der Westseite des Dorfes ein Hünengrab von 25 Zoll Länge und 10 Zoll Breite, bereits angegraben und theilweise zerstört. Nicht sonderlich.“

### Wüstung
Im Jahre 1909 beschrieb Wilhelm Zahn eine mögliche Wüstung, „die Dorfstelle“ bei Ladekath, fast 1,4 Kilometer südlich von Ladekath auf der Feldmark des Dorfes gelegen.

### Herkunft des Ortsnamens
Jürgen Udolph führt den Ortsnamen auf zwei germanische Wörter zurück, im ersten Teil „lat“ oder „lad“ für „Morast“ oder „Sumpfsiedlung“ und im zweiten Teil „kot“, was für „Haus“ oder „Siedlung“ steht.

### Eingemeindungen
Am 20. Juli 1950 wurde die Gemeinde Ladekath aus dem Landkreis Salzwedel in die Gemeinde Rademin eingemeindet.
Mit der Eingemeindung der Gemeinde Rademin in die Stadt Arendsee (Altmark) am 1. Januar 2011 durch ein Landesgesetz wurde der Ortsteil Ladekath ein Ortsteil der Stadt Arendsee (Altmark) und der neuen Ortschaft Rademin.

### Einwohnerentwicklung
| Jahr | Einwohner |
| ---- | --------- |
| 1734 | 80        |
| 1774 | 55        |
| 1789 | 65        |
| 1798 | 89        |
| 1801 | 76        |
| 1818 | 64        |

| Jahr | Einwohner |
| ---- | --------- |
| 1840 | 82        |
| 1864 | 82        |
| 1871 | 88        |
| 1885 | 70        |
| 1892 | [00]76    |
| 1895 | 79        |

| Jahr | Einwohner |
| ---- | --------- |
| 1900 | 0[00]43   |
| 1905 | 079       |
| 1910 | 0[00]77   |
| 1925 | 098       |
| 1939 | 100       |
| 1946 | 211       |

| Jahr | Einwohner |
| ---- | --------- |
| 2011 | 62        |
| 2012 | 68        |
| 2013 | 66        |
| 2014 | 69        |
| 2015 | 60        |
| 2016 | 63        |

| Jahr | Einwohner |
| ---- | --------- |
| 2017 | [00]79    |
| 2020 | [0]74     |
| 2021 | [0]71     |
| 2022 | [0]64     |
| 2023 | [0]66     |

Quelle, wenn nicht angegeben, bis 1946

## Religion
Die evangelische Kirchengemeinde Ladekath gehörte bis Januar 1811 zur Pfarrei Ladekath. Diese wurde durch ein Westphälisches Königliches Dekret aufgehoben. Ladekath wurde mit der Pfarrei Schernikau vereinigt, ihre Filialkirche Rademin mit der Pfarrei Klein Gartz. Im Jahre 1827 wurde Ladekath ebenfalls Klein Gartz zugeordnet.
Heute gehört die Kirchengemeinde Ladekath zum Pfarrbereich Fleetmark-Jeetze des Kirchenkreises Salzwedel im Bischofssprengel Magdeburg der Evangelischen Kirche in Mitteldeutschland.

## Kultur und Sehenswürdigkeiten

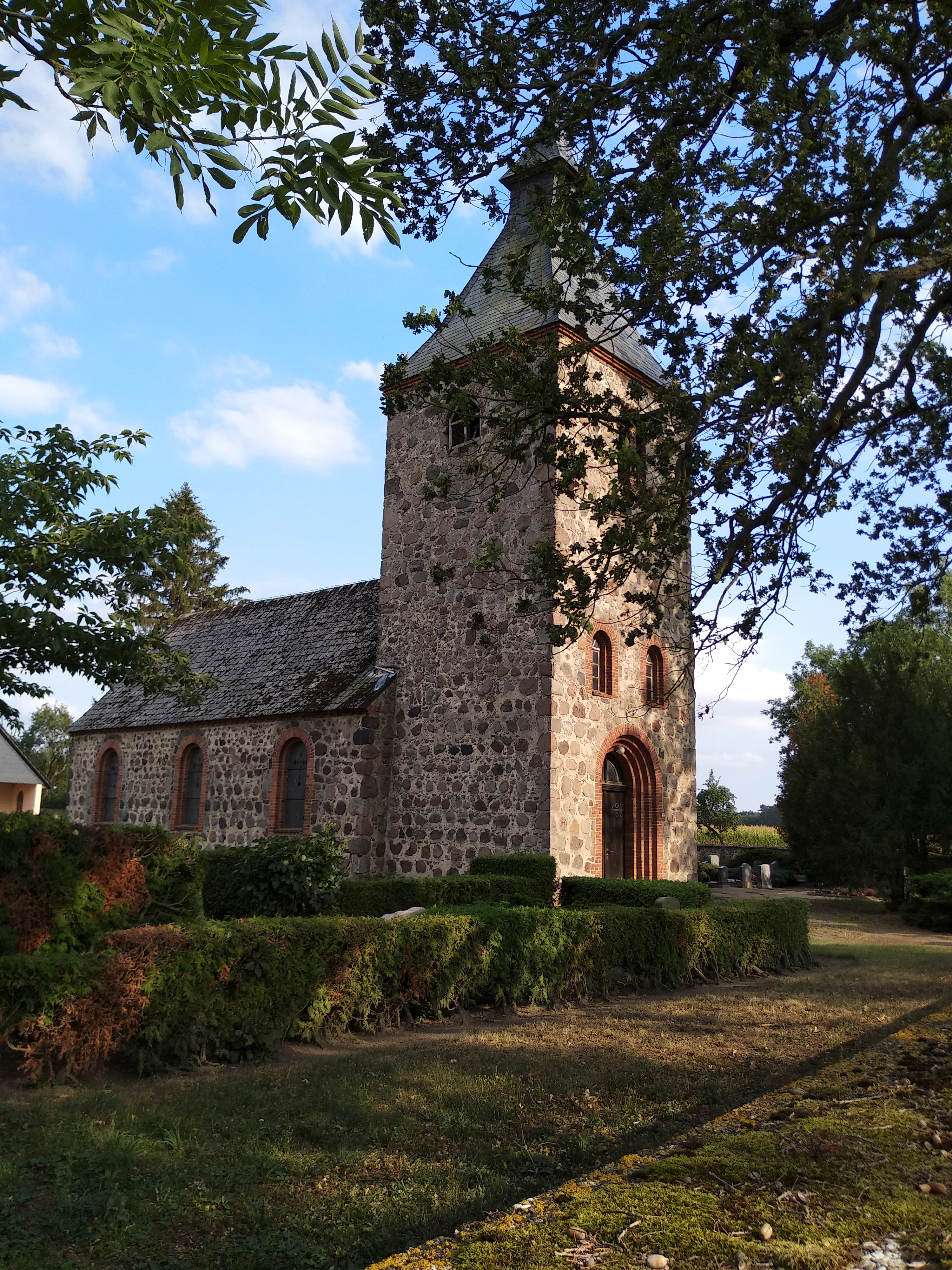
Seitenansicht der Kirche zu Ladekath

- Die evangelische Dorfkirche Ladekath ist ein spätromanischer Bau,[24] erbaut im 13. Jahrhundert als Rechtecksaal mit Turm in Schiffshöhe. Die große Glocke der Kirche stammt aus dieser Zeit. Vor der Mitte den 15. Jahrhundert wurde der Turm aufgestockt und erhielt eine zweite kleine Glocke, die ebenfalls erhalten ist.[12]
- Die Kirche ist vom Ortsfriedhof umgeben.